# ادمیرز، گریتر پلاند ویوودشیپ
ادمیرز، گریتر پلاند ویوودشیپ (به لاتین: Adamierz, Greater Poland Voivodeship) در لهستان است که در greater poland voivodeship واقع شده‌است.